# 카라마조프가의 형제들
《카라마조프가의 형제들》(러시아어: Братья Карамазовы 브라티야 카라마조비[*])은 표도르 도스토옙스키의 장편소설이다. 카라마조프가의 친부살해를 소재로 하며 표도르 카라마조프가 돈 문제로 장남 드미트리와 다툰 이후 그날 밤 표도르는 누군가에게 피살되며 장남 드미트리가 용의자로 체포되어 재판을 받는다.

이 미완성 대작은 도스토옙스키를 평생 괴롭힌 신과 악마, 선과 악의 두 원리의 모순을 근본적으로 해결하려고 시도했던 야심작이다. 이 두 원리의 대결은 이반의 극시 <대심문관(大審問官)>과 장로 조시마의 수기와 대비하는 형식으로 전개되는데 결국 두 원리의 통일이 성취되지 않은 채 끝나고 있어, 작자 자신의 자아 분열이 얼마나 심각했었는가를 여실히 말해 주고 있다.
소설이 너무 난해하고 방대하다면 만화로도 읽을 수 있게 출간되어 있다.

## 등장인물과 줄거리
- 카라마조프가(家)의 가장 표도르 파블로비치 카라마조프 : 골수까지 광대 근성이 밴, 미천한 계급으로부터 고리대금업을 통해 입신양명한 사람으로 탐욕스럽고 음탕하기 이를 데 없는 지주였다.
- 장남 드미트리 : 부친의 음탕방자한 피를 이어받아 청년의 정열에 탐닉하여 이를 전혀 제어할 수가 없다. 그런가 하면 풍부한 시적 감수성이 뛰어나 영원한 것에 대한 순진한 동경심을 품고 있다.
- 차남 이반 : 철저한 무신론자·합리주의자이다. 그의 왕성한 지적 탐구는 "불사(不死)란 없다. 따라서 모든 것은 허용되고 있다"고 하여 도덕적 허무주의를 도출해 낸다.
- 서자 스메르자코프 : 간지(奸智)에 뛰어난 비열한으로 이반의 심오한 이론에 대해 자기 나름의 비속한 해석을 내리고 유산을 한몫 차지할 생각에서 부친살해를 결행한다.
- 막내아들 알료샤 : 종교심이 두터운 순결 유화한 사람으로 그의 맑고 선의에 찬 마음은 타인에 대한 무한한 사랑과 동정에 넘쳐 있다.
- 조시마 장로
- 카테리나 이바노브나
- 리자베타 스메르쟈쉬야: 표도르 파블로비치에 의해 스메르쟈코프를 출산한 유로지브이이다.
- 아젤라이다 이바노브나 미우소바
- 소피야 이바노브나
- 그리고리 바실리예비치: 스메르쟈코프를 기른 표도르 파블로비치의 하인이다.
- 마르파 이그나치예브나: 그리고리 바실리예비치의 아내이자, 표도르 파블로비치의 하인이다.
- 그루셴카

아버지 표도르는 고리대금업으로 돈을 번 졸부지만, 탐욕스럽고 방탕하게 살면서 3명의 아내에게서 4명의 아들을 얻었다.

서자 스메르자코프는 집에서 하인으로 일하면서 아버지로부터 받는 차별 때문에 아버지 표도르를 증오한다.

또한, 아버지 표도르와 아들 드미트리는 그루셴카를 사이에 두고 애욕의 투쟁을 벌인다.

한편, 드미트리는 동생 이반과 함께 두 여성 카테리나와 그루셴카와 사랑와 질투의 관계를 형성한다.

어느날, 드미트리는 돈 문제에 쪼들리면서 아버지와 몸싸움까지 하며 다툰다.

그리고 표도르는 누군가에 의해 살해된 채 발견된다.

서자 스메르자코프가 진범이었으나 살해되던 날 간질 발작을 일으켰기 때문에 의심을 받지 않게 된다.

결국 장남 드미트리는 살인범으로 체포, 투옥되고 재판을 받게 된다.

차남 이반의 추궁을 받던 스메르자코프는 자신의 죄를 인정하고 털어놓지만, 이반이 말했던 "신만 없다면 모든 것이 허용된다"라는 사상이 자신의 범죄를 부추겼다는 말을 남기고 자살한다.

더군다나 드미트리가 카테리나에게 보낸 편지에 '평소 아버지를 죽이고 싶었다'라는 내용이 공개되면서, 그는 마음 속으로 저지른 살인도 살인과 같다는 생각을 하며 자기 죄를 인정하고 유죄 판결을 받고 시베리아 유형을 떠난다.

## 의의
러시아 소설의 대가로 칭해지는 표도르 도스토옙스키의 마지막 소설로써, 도스토옙스키가 평생 고민해 온 인간 존재의 본성과 다양한 사회적/윤리적 문제에 대한 사고가 집약된 도스토옙스키 문학의 정수이다. 또한 당시 러시아 사회의 모순을 정확하게 투영한 내용으로 베테랑 작가의 사회 비판을 엿볼 수 있는 작품이기도 하다.